# بيتر لوسون
بيتر لوسون (11 سبتمبر 1981 في المملكة المتحدة - ) (بالإنجليزية: Peter Lawson)‏ هو لاعب كريكت بريطاني. لعب مع Cumbria County Cricket Club ‏.

## وصلات خارجية
- بيتر لوسون على موقع إي آس بي آن كريك إنفو (الإنجليزية)